# أيتاتش سولو
أيتاتش سولو (بالألمانية: Aytaç Sulu؛ بالتركية: Aytaç Sulu) هو لاعب كرة قدم ألماني وتركي في مركز قلب الدفاع، ولد في 11 ديسمبر 1985 في هايدلبرغ في ألمانيا. لعب مع دارمشتات 98 وغنتشلربيرليغي ونادي آلن ونادي رايندورف آلتاخ ونادي ساندهاوزن.

## وصلات خارجية
- أيتاتش سولو على موقع الاتحاد الأوربي (الإنجليزية)
- أيتاتش سولو على موقع اتحاد تركيا (لاعب) (الإنجليزية)
- أيتاتش سولو على موقع قاعدة بيانات كرة القدم.إي يو (الإنجليزية)
- أيتاتش سولو على موقع بيانات كرة القدم. دي إي (الألمانية)
- أيتاتش سولو على موقع Soccerway.com (الإنجليزية)
- أيتاتش سولو على موقع عالم كرة القدم.نت (الإنجليزية)
- أيتاتش سولو على موقع AS.com (الإسبانية)